# Libro d'oro della nobiltà italiana
Libro d'oro della nobiltà italiana je italský název pro Zlatou knihu italských šlechtických rodů, ústřední rejstřík šlechtických rodů v Italském království.
Jsou v ní zapsány rody, včetně udělených titulů a hodností. Každému rodu je věnována jedna nebo více stran, kde jsou údaje o zemi původu, rodová sídla, predikáty, tituly a atributy včetně informací o původu a přenositelnosti, královská a vládní ustanovení, popis erbu a část dokumentované genealogie.

## Popis
Rejstřík sestavuje a vede Heraldický úřad Italského království, státní orgán zřízený roku 1869 ministerstvem vnitra v rámci Ústředního státního archivu v Římě.
K získání registrace ve Zlaté knize, musely být kromě podání žádosti uhrazeny příslušné správní poplatky, načež byla vystavena příslušná listina. Kromě příslušnosti ke šlechtickému rodu bylo nutné splnit ještě další požadavky, jako kladný posudek úřadů, policejních orgány apod. Po předložení nezbytných dokladů však byl zápis do Zlaté knihy obvykle již jednoduchý správní úkon a v případech legitimity bylo možné se proti Státní radě odvolat.
Královským výnosem ze 7. září 1933 č. 1990 byla určena pravidla pro sestavování Zlaté knihy a ukládala občanům uvedeným v Ústředním seznamu šlechty, aby si po schválení žádosti o registraci do uvedené knihy požádali.
Kniha je rozdělena do mnoha ručně psaných a vázaných svazků, rozdělena do dvou řad a nyní uložena v Ústředním státním archivu v Římě - EUR:
- Zlatá kniha italské šlechty, starší vydání v 11 svazcích;
- Zlatá kniha italské šlechty, nové vydání, ve 30 svazcích.

S narozením republiky, šlechtické tituly nejsou uznány a Heraldic Consulta Italského království přestal fungovat. Tento registr zjevně již nebyl aktualizován.
Tento ústřední rejstřík šlechtických rodů Italského království by neměl být zaměňován s periodikem Zlatou knihou italské šlechty, která je soukromým počinem publikovaným v Římě.

## Oficiální šlechtické seznamy v Italském království
Před sjednocením Itálie existovaly v jednotlivých státech a městech oficiální seznamy rodin se šlechtickými tituly, z nichž mnohé se rovněž nazývaly „Zlatá kniha“.
Heraldický úřad byl založen, aby se zabránilo zneužívání a sporům v souvislosti se šlechtickými tituly již existujícími v italských státech před sjednocením a byla pověřena vedením „rejstříku šlechtických titulů“. V roce 1889 byl vytvořen seznam rodů, které získaly potvrzení o udělení nebo uznání šlechtického titulu po sjednocení Itálie a současně bylo vypracováno 14 regionálních seznamů, v nichž byly evidovány rody již zaregistrované v oficiálních seznamech jednotlivých států.
V roce 1896 byla na heraldické konzultaci zřízena „Zlatá kniha italské šlechty“, ve které byly zaregistrovány rody, které získaly dekrety udělující, potvrzující nebo obnovující šlechtický titul králem, královskými výnosy, nebo ministerstvo uznání jejich vznešeného titulu.
V roce 1921 byl schválen „Úřední seznam šlechtických a titulovaných rodin Italského království“, který zahrnoval všechny rody již zaregistrované v regionálních rejstřících. Ty rody, které byly zařazeny do Zlaté knihy na základě královského nebo ministerského výnosu, byly označeny hvězdičkou.
V roce 1933 byl schválen druhý „Úřední seznam italské šlechty“, ke němuž byl připojen seznam šlechtických predikátů.
Pokud nebyly do tří let předloženy dokumenty nutné pro zápis do Zlaté knihy, byl zápis vymazán. V seznamu z roku 1933 tak chybělo mnoho existujících rodů, které byly na seznamu uvedené ještě v roce 1921.

## V době Italské republiky
Heraldický úřad přestal fungovat v roce 1948, a to i přesto, že nebyl nikdy přijat zákon, který by jej oficiálně zrušil. Po vstupu v platnost Přechodného a konečného ustanovení italské ústavy republikánský stát sankcionoval užívání šlechtických titulů.
Ačkoli oficiální heraldický seznam pozbyl právní moci, nadále zůstává jako důkazný materiál pro uznávání šlechtických titulů předchozího právního systému, což je nezbytný předpoklad nároku vkládání predikátu do příjmení.